# Arthur Slade
Arthur Gregory Slade (ur. 9 lipca 1967 w Moose Jaw) – kanadyjski pisarz, twórca literatury dla dzieci i młodzieży.
W 1989 ukończył studia licencjackie na University of Saskatchewan. Otrzymał nagrody literackie m.in. Governor General's Award for Children’s Literature (za powieść Dust) oraz TD Canadian Children’s Literature Award (za powieść The Hunchback Assignments).
16 sierpnia 1997 poślubił aktorkę, piosenkarkę i artystkę estradową Brendę Baker. Para ma jedną córkę. Mieszka w Saskatoon.

## Dzieła

### Powieści
Trylogia Northern Frights
1. Draugr (1998)
2. The Haunting of Drang Island (1999)
3. The Loki Wolf (2000)

- Dust (2001)
- Tribes (2002)

Seria Arthur Slade's Canadian Chills
1. Return of the Grudstone Ghosts (2002)
2. Ghost Hotel (2004)
3. The Invasion of the IQ Snatchers (2007)

- Megiddo's Shadow (2006)
- Jolted: Newton Starker's Rules for Survival (2008)

Seria Hunchback Assignments
1. The Hunchback Assignments (2009)
2. The Dark Deeps (2010)
3. Empire of Ruins (2011)
4. Island of Doom (2012)

### Literatura faktu
- John Diefenbaker: An Appointment with Destiny (2001)

### Zbiory opowiadań
- Monsterology: Fabulous Lives of the Creepy, the Revolting, and the Undead (2005)
- Villainology: Fabulous Lives of the Big, the Bad, and the Wicked (2007)
- Shades (2011)

### Komiksy
- Hallowed Knight 1-4 (1997, rysunki - Logan Reilly)
- Great Scott! (rysunki - Owen Gieni)